# درو تالبوت
درو تالبوت (بالإنجليزية: Drew Talbot)‏ (19 يوليو 1986 ببارنسلي في المملكة المتحدة - ) هو لاعب كرة قدم بريطاني في مركز الظهير. لعب مع سكونثورب يونايتد وشيفيلد وينزداي ونادي بليموث أرجايل ونادي تشيسترفيلد ونادي لوتون تاون.

## وصلات خارجية
- درو تالبوت على موقع قاعدة بيانات كرة القدم.إي يو (الإنجليزية)
- درو تالبوت على موقع Soccerbase.com (لاعب) (الإنجليزية)